# Jesús Reyes Heroles González Garza

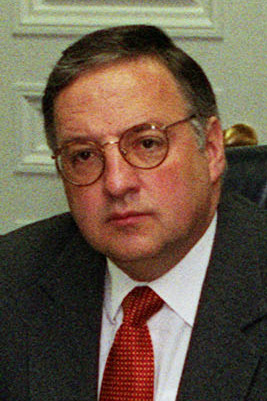
Jesús Reyes Heroles González Garza in 2000

Jesús Federico Reyes Heroles González Garza (Mexico-Stad, 30 maart 1952 – aldaar, 21 januari 2024) was een Mexicaans econoom, zakenman en politicus van de Institutioneel Revolutionaire Partij (PRI).
Reyes Heroles González Garza is de zoon van Jesús Reyes Heroles, een invloedrijk jurist en politicus. González Garza studeerde economie aan het Autonoom Technologisch Instituut van Mexico (ITAM) en het Massachusetts Institute of Technology (MIT) in Verenigde Staten en werd in 1995 door president Ernesto Zedillo benoemd tot minister van energie. In 1997 trad hij terug om ambassadeur in de Verenigde Staten te worden. In 2006 steunde hij de presidentscampagne van Felipe Calderón van de Nationale Actiepartij (PAN), maar behield zijn lidmaatschap van de PRI. In december 2006 benoemde Calderón Reyes Heroles tot directeur-generaal van het Mexicaanse staatsoliebedrijf Petróleos Mexicanos (PEMEX).
Jesús Reyes Heroles González Garza overleed op 21 januari op 71-jarige leeftijd.
- Gemeinsame Normdatei: 170292290
- Library of Congress Control Number: n84077521
- Mathematics Genealogy Project: 215184
- Nationale Bibliotheek van Israël: 987007459541805171
- Virtual International Authority File: 28471071
- WorldCat: E39PBJfmtBCtr3t7BPP9dYpF8C